# Lasionycta unicolor
Lasionycta unicolor là một loài bướm đêm trong họ Noctuidae.